# كور عباسلو
كور عباسلو هي قرية في مقاطعة نير، إيران. عدد سكان هذه القرية هو 185 في سنة 2006.